# A Festa em Solhaug

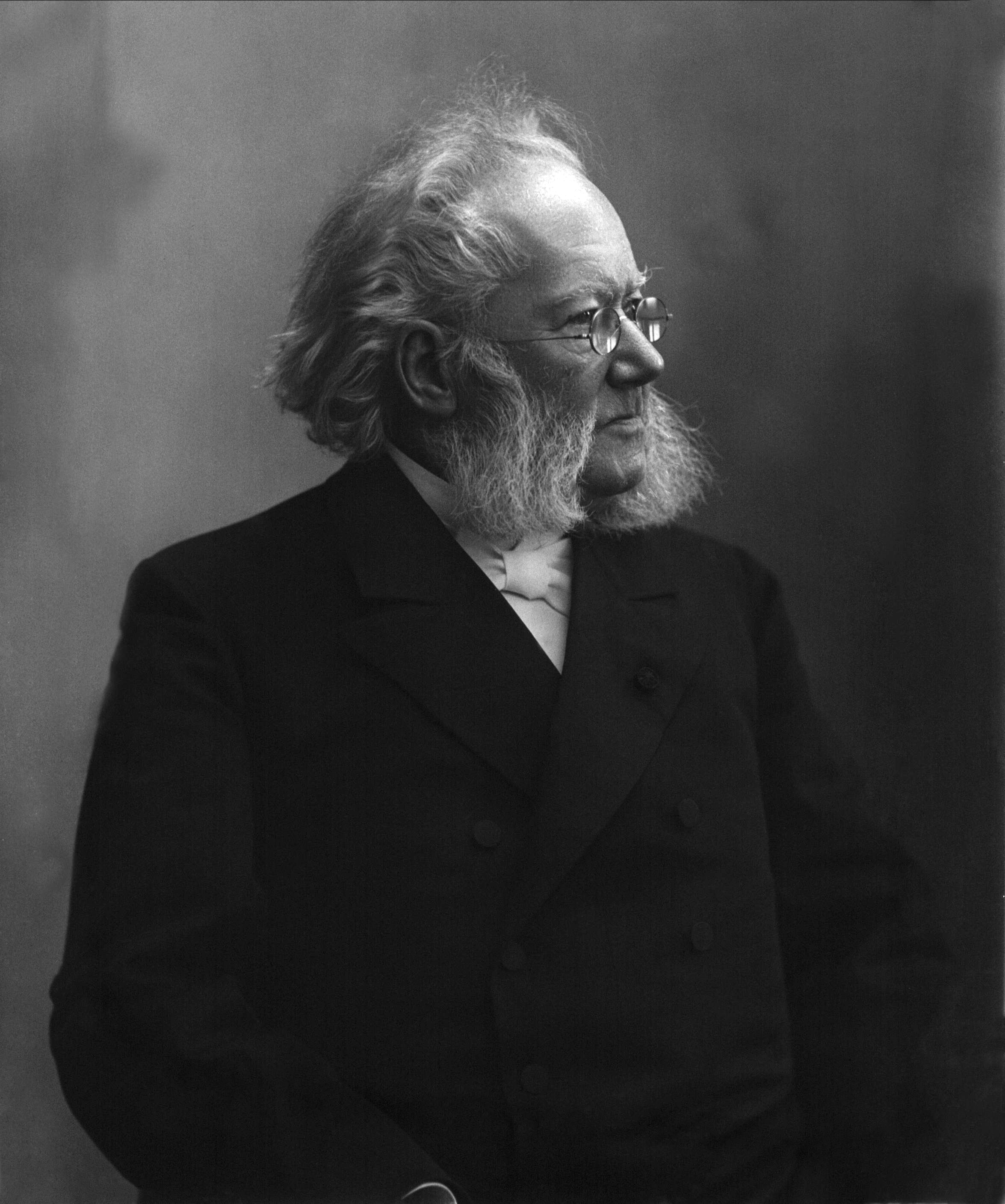
Henrik Ibsen fotografado por Gustav Borgen.

A Festa em Solhaug (Gildet paa Solhaug) é uma peça teatral do dramaturgo norueguês Henrik Ibsen, escrita em 1855, e representada pela primeira vez no Det norske Theater, em Bergen, a 2 de janeiro de 1856. A peça foi o primeiro sucesso de Ibsen, e parte desse encanto se deve ao resultado poético inerente às baladas em línguas escandinavas.

## Personagens
Fonte:
- Bengt Gauteson
- Margit, sua esposa
- Signe, irmã de Margit
- Gudmund Alfson, primo delas
- Knut Gjæsling, sherife do rei
- Eric de Hægge, amigo de Knut
- Mensageiro do rei
- Velho
- Garota
- Cavaleiros e damas convidados
- Homens de Gudmund
- Homens de Knut Gjæsling
- Empregados em Solhoug

## Histórico
A Festa em Solhaug foi escrita no verão de 1855, na época em que Ibsen era diretor de produções do Det Norske Theater, em Bergen, e apesar de estar completa no outono de 1855, foi decidido que seria representada apenas em 2 de janeiro de 1856, a data do aniversário da fundação do teatro. Apresentada sob seu próprio nome, e não anonimamente, como a peça anterior, Madame Inger em Ostraat, Ibsen foi responsável pela direção dos personagens, cargo que normamente era assumido por Herman Laading.
A peça foi um sucesso, e durante o ano de 1856 foi representada seis vezes em Bergen, e duas em Trondheim. Na época, esse era considerado um grande número. Uma das apresentações foi em homenagem a Napoleão III, que visitou a cidade no verão de 1856.
A Festa em Solhaug foi a primeira peça de Ibsen representada fora do país, tendo sido representada no Kungliga Dramatiska Teatern, em Estocolmo, a 4 de novembro de 1857, e foi o primeiro degrau galgado por Ibsen para se tornar famoso na Escandinávia.

## Características
Apresentando 3 atos, a peça pertence ao período romântico de Ibsen, e o tema foi inspirado em “Norske Folkeviser” (Canções Populares Noueguesas), do folclorista romântico Magnus Landstad, assim como sua peça seguinte, Olaf Liljekrans. A peça apresenta, também, um tema que sempre o caracterizou: o contraste entre duas mulheres, no caso, Margit e Signe. No personagem Gudmund Alfson, conseguiu “encarnar os seus próprios sonhos de poeta ndependente, desligado das convenções da sociedade”.

## Publicação
A Festa em Solhaug foi publicada pela Chr. Tønsberg's em Christiania, em 19 de março de 1856. Não há informação de quantos exemplares foram disponibilizados, mas é provável que tenham sido 1000 cópias. O sucesso do livro não foi comparável ao sucesso da peça, e as vendas foram escassas.
Comentários sobre o livro foram publicados no Illustreret Nyhedsblad, em 29 de março de 1856, e por Bjørnstjerne Bjørnson, no Morgenbladet, em 30 de março de 1856.
Em carta enviada de Roma, em 21 de fevereiro de 1883, para Frederik Hegel, do Gyldendalske Boghandels Forlag, Ibsen aventa a possibilidade de uma nova edição, revisada, que Hegel aceita. Ibsen revisou a obra, e adicionou um prefácio, em que ataca os críticos que o acusaram de plágio do Svend Dyrings, de Henrik Hertz. "This accusation by the critics is unfounded and misinformed" (”Essa acusação pela crítica é infundada e mal informada”), ele argumentou. A segunda edição saiu em 10 de maio de 1883.